# Tolna tetrhemicycla
Tolna tetrhemicycla är en fjärilsart som beskrevs av Embrik Strand 1913. Tolna tetrhemicycla ingår i släktet Tolna och familjen nattflyn. Inga underarter finns listade i Catalogue of Life.

## Bildgalleri

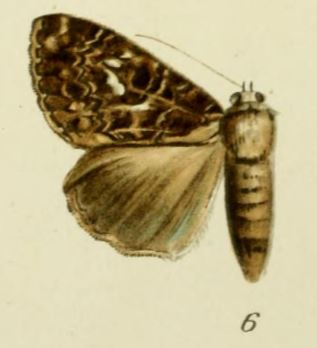